# محمد أحمد الرشيد (وزير سعودي)
محمد بن أحمد الرشيد، وزير التربية والتعليم السابق من مواليد محافظة المجمعة عام 1363هـ الموافق 1944م. كتب سيرته الذاتية في كتاب (مسيرتي في الحياة) الذي صدر عام 2007. وتُوُفَّيَ يوم السبت الموافق 23 نوفمبر 2013/ 20 محرم 1435هـ عن عمر ناهز 69 عام إثر نوبة قلبية.

## مؤهلاته العملية
- شهادة البكالوريوس في اللغة العربية من جامعة الإمام محمد بن سعود الإسلامية 1964م وكان الأول على دفعته
- شهادة الماجستير في إدارة الأفراد في الجامعات من جامعة انديانا بالولايات المتحدة الأمريكية عام 1389هـ / 1969م.
- الدكتوراه في الفلسفة في إدارة التعليم العالي من جامعة أوكلاهوما بالولايات المتحدة الأمريكية عام 1392هـ/ 1972م.[1][4]

## مناصبه الحكومية
- أستاذ وعميد كلية التربية جامعة الملك سعود.
- مدير عام مكتب التربية العربي لدول الخليج 1979- 1988م.
- المسؤول عن إنشاء جامعة الخليج العربي بالبحرين ونائب رئيس الهيئة التأسيسية لها من 1979- 1988م.
- رئيس لجنة تقديم التعليم في دولة قطر في 1990م وحتى نهاية 1992م.
- نائباً لرئيس الهيئة التأسيسية لجامعة الخليج العربي.
- عضو لجنة التخطيط الشامل للثقافة العربية.
- عضو المجلس التنفيذي للمجلس العالمي لإعداد المعلمين في الولايات المتحدة الأمريكية.
- رئيس مجلس إدارة مدارس الرياض الأهلية وعضو المجلس لفترات متعددة وكان آخرها عام 1407هـ.
- عضو مجلس الخدمة المدنية في المملكة العربية السعودية الذي يرأسه خادم الحرمين الشريفين منذ عام 1992م.
- عضو مجلس إدارة مدارس الملك فيصل - الرياض.
- عضو مجلس الشورى السعودي (1414/3/3هـ).
- عضو لجنة الشؤون التعليمية والثقافية والإعلامية بمجلس الشورى.[4]
- وزير المعارف (1995 -2005) [5]

## صدر عنه
- كتاب (شخصيات خدمت اللغة العربية: الدكتور محمد بن أحمد الرشيد). صدر عام 2013م عن وزارة الثقافة والإعلام بمناسبة اليوم العالمي للغة العربية.
- كتاب (التربية والقيادة والوفاء عند محمد الرشيد: قراءات وذكريات). صدر عام 2013م.[6]

## انظر ايضاً
- عزام الدخيل

## وصلات خارجية
- الوطن يودع محمد الرشيد أبرز قيادات التربية والتعليم.
- محمد أحمد الرشيد.. رجل التعليم وعقل التجديد.